# 狂骨之夢
《狂骨之夢》是京極夏彥的长篇推理小說和妖怪小說，百鬼夜行系列（京極堂系列）的第三部作品，日版於1995年由講談社出版；繁體中文版由獨步文化出版；簡體中文版由世紀文景發行，上海人民出版社出版。

## 發行信息
| 出版者                                  | 出版日期      | 媒介                     | 頁數                          | 書籍編碼                                                                | 譯者   |
| --------------------------------------- | ------------- | ------------------------ | ----------------------------- | ----------------------------------------------------------------------- | ------ |
| 講談社                                  | 1995年5月9日  | 講談社Novels（新書判）   | 578頁                         | ISBN 9784061818446                                                      |        |
| 講談社                                  | 2000年9月5日  | 講談社文庫（文庫判）     | 984頁                         | ISBN 9784062649612                                                      |        |
| 講談社                                  | 2005年8月12日 | 講談社文庫（分册文庫判） | [上]352頁 [中]368頁 [下]320頁 | [上] ISBN 9784062751568 [中] ISBN 9784062751575 [下] ISBN 9784062751582 |        |
| 講談社                                  | 2006年9月30日 | 單行本                   | 978頁                         | ISBN 9784062136273                                                      |        |
| 獨步文化                                | 2008年1月31日 | 繁體中文版（平裝書）     | 664頁                         | [上] ISBN 9789866954863 [下] ISBN 9789866954870                         | 蔡佩青 |
| 世紀出版（發行） 上海人民出版社（出版） | 2009年2月1日  | 簡體中文版（平裝書）     | 599頁                         | ISBN 9787208083011                                                      | 蔡佩青 |

## 劇情簡介
在神奈川縣逗子的某夜，前往釣魚的伊佐間一成在海岸邊和一名自稱朱美，正在祭奠已故前夫的女子相遇。恰好感染風寒而快支持不住的伊佐間，受朱美邀請到她家裡留宿。在醉酒期間，朱美道出她曾把過去在同一家店裡幫傭的女子民江殺害……
在逗子的某間基督教會裡寄居的降旗弘和牧師白丘亮一，某天傾聽了一位名叫宇多川朱美的女子的懺悔。她向降旗和白丘坦白自己曾勒死前夫佐田申義並把他的頭割下，然而最近本應已死的丈夫突然復活并前來找自己。因此每次前夫來到，她都重複地把他勒死，再把頭切下……
另一方面，關口和中禪寺敦子在之前的事件中死亡的久保竣公的葬禮上遇到了文壇巨匠——小說家宇多川崇，三人在交談下，宇多川說出自己患有記憶喪失的妻子朱美，聽到海浪聲會勾起記憶的片段、以及被自己殺死的前夫復活并前來找她而備受折磨等等的事情。宇多川拜託關口委託榎木津調查此事，然而兩日後宇多川被發現死在自己家裡，而兇手竟然是妻子朱美……
「死人會復活」……那種事情有可能發生嗎？一個接一個的謎團接踵而來，今次，陰陽師京極堂將會解開隱藏在朱美過去身世中的黑暗。

## 登場人物

### 主要登場人物
中禪寺 秋彥（Chuuzenji Akihiko）
經營一間名為「京極堂」舊書店，同時也是「武藏晴明神社」的神主，副業則是陰陽師，朋友們常以他所經營的書店名稱「京極堂」稱呼他。
詳情請參閱「百鬼夜行系列#主要登場人物」。
關口 巽（Sekiguchi Tatsumi）
在久保竣公的葬禮後，在一同出席的小泉珠代介紹下認識了宇多川崇，并商談了關於宇多川妻子的事情。之後和宇多川約定委託榎木津調查。
詳情請參閱「百鬼夜行系列#主要登場人物」。
伊佐間 一成（Isama Kazunari）
在逗子某海岸遇上正在往海里灑花祭祀前夫的朱美相遇，並在她家裡借宿了一晚。
詳情請參閱「百鬼夜行系列#主要人物的交友關係」。
中禪寺 敦子（Chuuzenji Atsuko）
在久保竣公的葬禮後，在一同出席的小泉珠代介紹下認識了宇多川崇。
詳情請參閱「百鬼夜行系列#主要人物的家人」。
木場 修太郎（Kiba Shuutarou）
警視廳搜查一課的刑警。負責調查「逗子灣金色骷髏事件」和「二子山集體自殺事件」。過程中發現和朱美的過去有著千絲萬縷的關係。
詳情請參閱「百鬼夜行系列#主要登場人物」。
榎木津 禮二郎（Enokizu Reijirou）
「薔薇十字偵探社」的私家偵探。中禪寺、關口、木場等人的朋友。
詳情請參閱「百鬼夜行系列#主要登場人物」。

### 和朱美相關的人物
宇多川 崇（Udagawa Takashi）
小說家。幻想小說的權威。和關口商談妻子精神變得有點奇怪的事情。之後不久在家中被殺。
宇多川 朱美（Udagawa Akemi）
宇多川崇的妻子。倒在利根川裡的時候被宇多川所救，之後進了宇多川家裡和他同居。然而兩人並沒結婚，戶籍上亦不是夫婦關係。一直受到不明意義的夢境和混雜的記憶所困擾。
佐田 申義（Sada Nobuyoshi）
朱美的前夫。一心照顧病危的父親，收到徵兵通知書的時候曾一度逃避，但後來不知為何曾回來過一次。因為這樣朱美和他父親收到村八分的欺凌。之後，其被砍去首級的屍體被發現了。
鴨田 周三（Kamoda Shuuzou）
朱美過去曾幫傭的釀酒屋「鴨田酒造」的主人。朱美和申義的媒人，後因申義逃避兵役令朱美收到村人欺凌，感到自己有責任，幫助她逃離了村子。舊姓「鷺宮」。
鷺宮 邦貴（Saginomiya Kunitaka）
周三的外甥。複員後行蹤不明。
宗像 民江（Munakata Tamie）
在鴨田酒造幫傭的女孩，和朱美是好朋友。後來被認為和申義一同私奔，之後下落不明。
宗像 新造（Munakata Shinzou）
民江的父親。
宗像 賢造（Munakata Kenzou）
民江的哥哥。復員後行蹤不明。
一柳 史郎（Ichiyanagi Shirou）
宇多川的鄰居，和妻子二人一起生活。過去曾是憲兵。在宇多川離家的時候其夫人會照顧朱美。

### 二子山集體自殺事件相關人員
文覺（Mongaku）
聖寶院的和尚。
山田 春雄（Yamada Haruo）
在某寺廟出家的和尚，法號「春真」。在二子山自殺身亡。
山田 富吉（Yamada Tomikichi）
春雄的父親。
高野 八重（Takano Yae）
自殺者其中一人，從七月開始失蹤。
高野 唯繼（Takano Tadatsugu）
八重的父親。前中學教師，如今退休，興趣是水質調查。
高野 仲子（Takano Nakako）
唯繼的妻子。

### 飯島基督教會
白丘 亮一（Shiraoka Ryouichi）
飯島基督教會的牧師。性格溫厚，但因為不能明確信仰而感到苦悶。另外因少年時的某次經歷而形成心理創傷，極度懼怕骷髏和神主。
降旗 弘（Furuhata Hiromu）
飯島基督教會的寄居客。前精神科醫生。老家在小石川經營牙科醫院，和木場是兒時玩伴，和榎木津有數面之緣。為了消解兒時某次經歷帶來的心理創傷而進修精神神經醫學，但反而陷入激烈的自我厭惡當中，并怨恨起弗洛伊德。關口說他和自己是同一類人。
在教會中聆聽了宇多川朱美的懺悔，并從朱美口中得知她曾殺害前夫，及被前夫亡靈所困擾的事情。

### 警察
長門 五十次（Nagato Isoji）
警視廳搜查一課的刑警。木場的新搭檔（其實是為了防止木場發飆而負責監視他），課內最年長的人。有著與警察不符的溫和性格。
石井 寬爾（Ishii Kanji）
神奈川縣警警部。在前作《魍魎之匣》裡初登場。受木場連累而被降職，在本作重新被升為警部。在調查事件到訪關口家時和木場再會并和解。之後，協助木場等人的調查。
田淵（Tabuchi）
神奈川縣葉山署的警察。和石井一同搜查，但其粗暴高壓的性格和石井合不來。
舟橋（Hunahashi）
神奈川縣葉山署的警察。田淵的同僚。

### 其他
矢澤 駿六（Yazawa Shunroku）
逗子灣發現的無頭屍死者。

## 漫畫
由漫畫化，接續前作《魍魎之匣》在「Comic怪」連載。

### 發行信息
日文版
由角川書店、怪COMIC發售。
1. 2011年1月24日發售 ISBN 9784048545822
2. 2011年7月23日發售 ISBN 9784048546584
3. 2012年1月24日發售 ISBN 9784041200803
4. 2012年7月24日發售 ISBN 9784041203125
5. 2013年1月24日發售 ISBN 9784041205501

中文版
由台灣角川發售。
1. 2012年2月23日發售 ISBN 9789862874752
2. 2012年8月4日發售 ISBN 9789862878712
3. 2012年10月17日發售 ISBN 9789862879931
4. 2013年1月24日發售 ISBN 9789863251996
5. 2013年8月27日發售 ISBN 9789863255697

## 相關作品
- 後巷說百物語 - 收錄的〈五位之光〉和本作相關